# Wereldkampioenschappen kunstschaatsen 1912
De wereldkampioenschappen kunstschaatsen 1912 werden gevormd door drie toernooien die door de Internationale Schaatsunie werden georganiseerd.
Voor de vrouwen was het de zevende editie. Dit kampioenschap vond plaats op 27 en 28 januari in Davos, Zwitserland. Davos was hiermee de eerste stad die voor de vijfde keer als gaststad optrad, voor Zwitserland gold dit als gastland. In 1899, 1900 en 1910 vond het mannentoernooi hier plaats, in 1906 het vrouwentoernooi.
Voor de mannen was het de zeventiende editie, voor de paren de vijfde editie. Deze twee kampioenschappen vonden plaats op 16 en 17 februari in Manchester, Verenigd Koninkrijk. Manchester was voor de eerste maal gaststad van een WK kunstschaatsen, het Verenigd Koninkrijk was voor de derde keer het gastland, in 1898 en 1902 werd het mannentoernooi in Londen gehouden.
De Zweed en tienvoudig wereldkampioen Ulrich Salchow werd opgevolgd door de Oostenrijker Fritz Kachler. Kachler was de tweede Oostenrijker die de wereldtitel veroverde, Gustav Hügel (kampioen in 1897, 1899, 1900) was hem voorgegaan. Opika von Méray Horváth was de tweede Hongaarse vrouw die de wereldtitel veroverde, ze nam deze over van haar landgenote en viervoudig wereldkampioene Lily Kronberger. Het Britse paar Phyllis Johnson / James H. Johnson volgde het Finse paar Ludowika Eilers / Walter Jakobsson op als wereldkampioenen bij de paren, het was hun tweede titel.

## Deelname
Een recordaantal van acht landen vulde het recordaantal van 21 startplaatsen in de drie kampioenschappen in. Frankrijk was het negende land dat deelnam aan de WK kunstschaatsen, het paar Del Monte / Magnus debuteerde bij de paren. Ludowika Jakobsson-Eilers, voorheen als Duitse schaatsend, nam dit jaar voor het eerst voor Finland deel.
(Tussen haakjes het totaal aantal startplaatsen in de drie toernooien.)
| Verenigd Koninkrijk (8) Duitse Keizerrijk (3) Finland (2) Hongarije (2) | Oostenrijk (2) Zweden (2) Frankrijk (1) Noorwegen (1) |

## Medailleverdeling
| Discipline | Goud                               | Zilver                                       | Brons                             |
| ---------- | ---------------------------------- | -------------------------------------------- | --------------------------------- |
| Mannen     | Fritz Kachler                      | Werner Rittberger                            | Andor Szende                      |
| Vrouwen    | Opika von Méray Horváth            | Dorothy Greenhough-Smith                     | Phyllis Johnson                   |
| Paren      | Phyllis Johnson / James H. Johnson | Ludowika Jakobsson-Eilers / Walter Jakobsson | Alexia Bryn-Schøien / Yngvar Bryn |

## Uitslagen
pc = plaatsingcijfer
| #      | Naam (deelname)       | Land                           | pc |
| ------ | --------------------- | ------------------------------ | -- |
| Goud   | Fritz Kachler (2)     | Vlag van Oostenrijk            |    |
| Zilver | Werner Rittberger (3) | Vlag van Duitse Keizerrijk     |    |
| Brons  | Andor Szende (3)      | Vlag van Hongarije (1896-1915) |    |
| 4      | Harold Rooth          | Vlag van Zweden                |    |
| 5      | Arthur Cumming        | Vlag van Verenigd Koninkrijk   |    |
| 6      | Dunbar Poole (2)      | Vlag van Zweden                |    |

| #      | Naam (deelname)               | Land                           | pc |
| ------ | ----------------------------- | ------------------------------ | -- |
| Goud   | Opika von Méray Horváth (2)   | Vlag van Hongarije (1896-1915) |    |
| Zilver | Dorothy Greenhough-Smith (2)  | Vlag van Verenigd Koninkrijk   |    |
| Brons  | Phyllis Johnson (4)           | Vlag van Verenigd Koninkrijk   |    |
| 4      | Gwendolyn Lycett (2)          | Vlag van Verenigd Koninkrijk   |    |
| 5      | Grete Strasilla               | Vlag van Duitse Keizerrijk     |    |
| 6      | Mizzi Wellenreiter            | Vlag van Oostenrijk            |    |
| 7      | Ludowika Jakobsson-Eilers (3) | Vlag van Finland               |    |

| Er deed een recordaantal van acht paren uit vijf landen mee. Voor het paar Johnson/Johnson was het de vierde deelname, ze werden 2e in 1908, 1e in 1909 en 3e in 1910. Het paar Jakobsson-Eilers / Jakobsson nam voor de derde keer deel, ze werden 2e in 1910 en 1e in 1911. Voor Alexia Bryn-Schøien / Yngvar Bryn was het de tweede deelname, in 1909 werden ze 5e. Cadogan / Cummings debuteerden en voor de debuterende paren Winzer / Winzer, Del Monte / Magnus, Harrison / Williams en Lovett / Worsley was het de enige deelname aan het WK. \| # \| Naam (deelname) \| Land \| pc \| \| ------ \| -------------------------------------------------- \| ---------------------------- \| ---- \| \| Goud \| Phyllis Johnson (4) James H. Johnson (4) \| Vlag van Verenigd Koninkrijk \| 8.5 \| \| Zilver \| Ludowika Jakobsson-Eilers (3) Walter Jakobsson (3) \| Vlag van Finland \| 10 \| \| Brons \| Alexia Bryn-Schøien (2) Yngvar Bryn (2) \| Vlag van Noorwegen \| 14 \| \| 4 \| Hedwig Winzer Hugo Winzer \| Vlag van Duitse Keizerrijk \| 20 \| \| 5 \| mw. Del Monte Louis Magnus \| Vlag van Frankrijk \| 25.5 \| \| 6 \| Enid Harrison Basil Williams \| Vlag van Verenigd Koninkrijk \| 29 \| \| 7 \| mw. Cadogan Arthur Cumming \| Vlag van Verenigd Koninkrijk \| 36 \| \| 8 \| Louise Lovett Ernest Worsley \| Vlag van Verenigd Koninkrijk \| 37 \| |                                                    |                              |      |
| # | Naam (deelname)                                    | Land                         | pc   |
| Goud | Phyllis Johnson (4) James H. Johnson (4)           | Vlag van Verenigd Koninkrijk | 8.5  |
| Zilver | Ludowika Jakobsson-Eilers (3) Walter Jakobsson (3) | Vlag van Finland             | 10   |
| Brons | Alexia Bryn-Schøien (2) Yngvar Bryn (2)            | Vlag van Noorwegen           | 14   |
| 4 | Hedwig Winzer Hugo Winzer                          | Vlag van Duitse Keizerrijk   | 20   |
| 5 | mw. Del Monte Louis Magnus                         | Vlag van Frankrijk           | 25.5 |
| 6 | Enid Harrison Basil Williams                       | Vlag van Verenigd Koninkrijk | 29   |
| 7 | mw. Cadogan Arthur Cumming                         | Vlag van Verenigd Koninkrijk | 36   |
| 8 | Louise Lovett Ernest Worsley                       | Vlag van Verenigd Koninkrijk | 37   |

Medaillewinnaars

Mannen · 
Vrouwen ·
Paren · 
IJsdansen

 Toernooi

1896 · 
1897 · 
1898 · 
1899 · 
1900 · 
1901 · 
1902 · 
1903 · 
1904 · 
1905 · 
1906 · 
1907 · 
1908 · 
1909 · 
1910 · 
1911 · 
1912 · 
1913 · 
1914 · 
1915-1921 · 
1922 · 
1923 · 
1924 · 
1925 · 
1926 · 
1927 · 
1928 · 
1929 · 
1930 · 
1931 · 
1932 · 
1933 · 
1934 · 
1935 · 
1936 · 
1937 · 
1938 · 
1939 ·
1940-1946 · 
1947 · 
1948 · 
1949 · 
1950 · 
1951 · 
1952 · 
1953 · 
1954 · 
1955 · 
1956 · 
1957 · 
1958 · 
1959 · 
1960 · 
1961 · 
1962 · 
1963 · 
1964 · 
1965 · 
1966 · 
1967 · 
1968 · 
1969 · 
1970 · 
1971 · 
1972 · 
1973 · 
1974 · 
1975 · 
1976 · 
1977 · 
1978 · 
1979 · 
1980 · 
1981 · 
1982 · 
1983 · 
1984 · 
1985 · 
1986 · 
1987 · 
1988 · 
1989 · 
1990 · 
1991 · 
1992 · 
1993 · 
1994 · 
1995 ·
1996 · 
1997 · 
1998 · 
1999 · 
2000 · 
2001 · 
2002 · 
2003 · 
2004 · 
2005 · 
2006 ·
2007 ·
2008 ·
2009 ·
2010 ·
2011 ·
2012 ·
2013 ·
2014 ·
2015 ·
2016 ·
2017 ·
2018 ·
2019 · 
2020 · 
2021 ·
2022 ·
2023 ·
2024

 ISU-kampioenschappen

WK kunstschaatsen junioren ·
EK kunstschaatsen ·
Viercontinentenkampioenschap ·
Olympische Spelen